# Главы Улан-Удэ

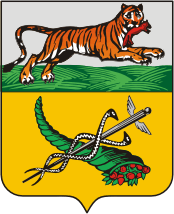
Герб города Верхнеудинска

## Приказчики и воеводы
- Паникадильников Емельян — приказчик Удинского острога, 1686 год[1].

## Городская реформа в России
В 1875 году в Верхнеудинске было введено Городовое положение 1870 года. Имели право голоса 495 жителей города. Было избрано: 36 гласных в городскую думу и 3 члена городской Управы (вместе с головой).
Верхнеудинская городская управа образована 9 ноября 1875 года. Она являлась выборным исполнительным органом городской думы. В состав управы входили городской голова и члены управы. Городской голова одновременно возглавлял думу и управу. Верхнеудинская городская управа передала свои функции и полномочия общественному городскому самоуправлению в 1917 году. В период семеновщины была вновь восстановлена и действовала наряду с Советами. В августе 1920 года городская управа была ликвидирована. В декабре 1921 года Верхнеудинским городским собранием уполномоченных было избрано городское управление.

## Список городских голов Верхнеудинска

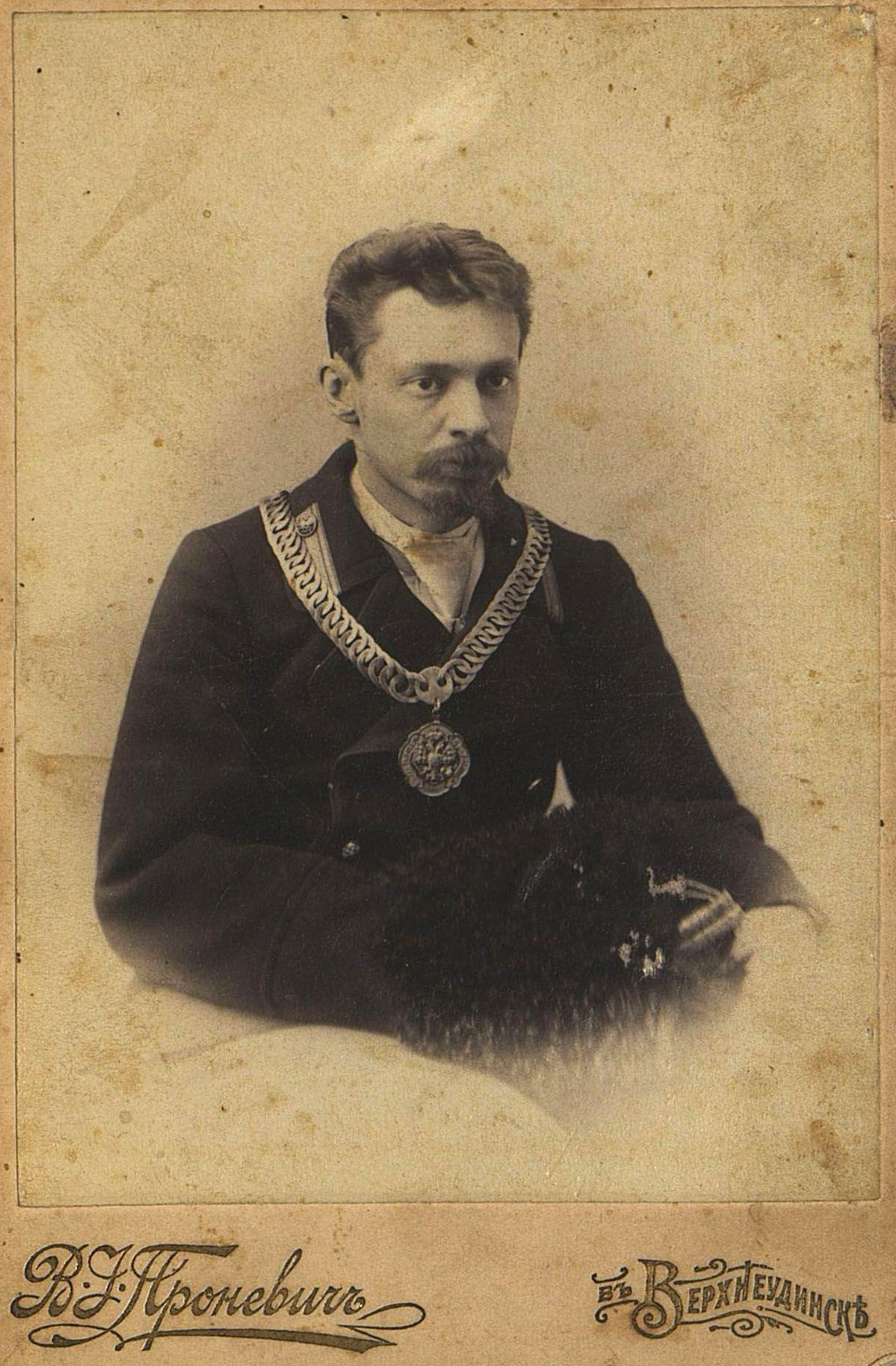
Портрет городского головы Верхнеудинска. 1900-е гг.

- 9 ноября 1875 года — 19 мая 1877 год — Иакинф Петрович Фролов, купец 1-й гильдии. Вышел в отставку по болезни;
- 1877 год — 1879 год — исполняющий должность городского головы Александр Петрович Лосев, купец 2-й гильдии;
- 1879 год — 1881 год — Александр Петрович Лосев, купец 2-й гильдии;
- 1881 год — 1884 год — Константин Романович Мордовской, купец 2-й гильдии;
- 1884 год — 1889 год — исполняющий должность городского головы Александр Васильевич Овсянкин, купец 2-й гильдии;
- 1889 год — 1899 год — с перерывами, Александр Васильевич Овсянкин, купец 2-й гильдии;
- 1899 год — 1901 год — Пётр Тивуртиевич Трунев, купец 2-й гильдии;
- 1901 год — 1905 год — Александр Васильевич Овсянкин, купец 2-й гильдии;
- 1905 год — 1906 год — Иннокентий Георгиевич Федченко, купец 2-й гильдии;
- 1907 год — 1915 год — Иван Васильевич Титов, купец 2-й гильдии;
- 1915 год — декабрь 1916 года — Константин Иванович Легков (врач, выехал на фронт);
- декабрь 1916 года — 17 августа 1917 года — Иннокентий Алексеевич  Красиков, мещанин, исполняющий обязанности городского головы;
- 17 августа 1917 года — август 1918 года — Буйко, Александр Михайлович;
- 1918 год — А. П. Алютин;
- август 1918 года — 3 октября 1918 года — С. Н. Спицын — исполняющий обязанности городского головы[4];
- с 20 октября 1918 года — сентябрь 1919 года[5] — 1920 год — Афанасий Сергеевич Котов — городской техник.
- сентябрь 1919 года — декабрь 1919 года — Виктор Васильевич Никольский;
- февраль 1920 года — август 1920 года — исполняющий обязанности городского головы И. В. Старков[6].

## 1-й секретарь горкома КПСС
1. Кузьян, Николай Евгеньевич май 1930 — февраль 1931
2. Продай-Вода, Константин Матвеевич 1959 — 1963
3. Бирюков, Владимир Георгиевич 1964 — 1967
4. Беляков, Анатолий Михайлович 1970-84

## Список председателей Улан-Удэнского (Верхнеудинского) горсовета (исполкома) депутатов
1. Серов, Василий Матвеевич март 1917 — август 1918 года.
2. Постышев, Павел Петрович апрель-ноябрь 1923 г.
3. Иванов (инициалов в архивных документах нет) ноябрь 1923 — апрель 1924 года.
4. Саловаров Н. Н. май 1924 — май 1925 года.
5. Широков Алексей Николаевич июнь 1925 — февраль 1926 года.
6. Смердов И, февраль 1926 — ноябрь 1926 года.
7. Ербанов, Михей Николаевич декабрь 1926 — сентябрь 1927 года.
8. Мейеров Исай Ильич сентябрь 1927 — март 1928 года. Машинист паровоза Верхнеудинского депо.
9. Михайлов Д. май — сентябрь 1928 года.
10. Савельев Е. январь — март 1929 года.
11. Червяков (инициалов в архивных документах нет) март — сентябрь 1929 года.
12. Маракулин Николай Васильевич декабрь 1929 года.
13. Буценко (инициалов в архивных документах нет) январь[7] — февраль 1930 года.
14. Новосильцев Герасим Андреевич февраль — март 1930 года.
15. Карин А. апрель 1930 — февраль 1931 года
16. Попов Иннокентий Васильевич март — июль 1931 года.
17. Завьялов Иван Акимович август 1931 — январь 1932 года.
18. Панов Иван Дмитриевич февраль 1931 — февраль 1933 года.
19. Прохоренко (инициалов в архивных документах нет) февраль 1933 года.
20. Медовый Борис Яковлевич октябрь 1933 — октябрь 1934 года.
21. Панюков Г. Н. октябрь — ноябрь 1934 года.
22. Буянтуев Доржи Шагдарович декабрь 1934 — сентябрь 1937 года.
23. Точилов Илья Иосифович август 1937 — август 1938 года.
24. Сабуров, Леонид Павлович август 1938 — декабрь 1942 года.; октябрь 1945 — май 1949 года.
25. Хамнаев А. Х. февраль — май 1941 года — и. о. председателя исполкома
26. Ильичев, Михаил Иванович декабрь 1942 — декабрь 1943 года.
27. Корчагин, Дмитрий Ефимович декабрь 1943 — октябрь 1945 года.
28. Таряшинов, Егор Григорьевич май 1949 — июнь 1951 года.
29. Гурьянов, Константин Васильевич июль 1951 — январь 1961 года.
30. Хабалов, Сергей Михайлович январь 1961 — январь 1967 года.
31. Сыренов, Александр Сергеевич январь 1967 — январь 1972 года.
32. Убеев, Вадим Прокопьевич февраль 1972 — январь 1984 года.
33. Агалов, Владимир Константинович январь 1984 — август 1987 года.
34. Кукшинов, Виктор Казанович август 1987 — май 1990 года — председатель горисполкома; май 1990 — январь 1992 года — председатель горсовета; январь 1992 — июль 1994 года, — глава администрации города
35. Абрамов, Александр Федорович май 1990 — май 1991 года — председатель горисполкома
36. Яковлев, Валерий Иванович февраль 1992 — ноябрь 1993 года — председатель горсовета

## Глава города
1. Лубсанов, Александр Гомбоевич июнь 1994 — декабрь 1995 гг. — глава администрации города
2. Шаповалов, Валерий Анатольевич декабрь 1995 — январь 1997 гг. — глава местного самоуправления — мэр города
3. Прейзнер, Анатолий Григорьевич январь 1997 — март 1998 гг, — и. о. главы администрации города
4. Айдаев, Геннадий Архипович март 1998 — февраль 1999 гг. — мэр города, с февраля 1999 по декабрь 2012 — глава муниципального образования — мэр города Улан-Удэ
5. Голков, Александр Михайлович — мэр города Улан-Удэ с декабря 2012 по февраль 2019
6. Шутенков, Игорь Юрьевич — с февраля по сентябрь 2019 года глава администрации Улан-Удэ и и.о. мэра. С сентября 2019 года — мэр города Улан-Удэ